# Spatuloricaria
Spatuloricaria (Syn.: Euacanthagenys, Fowler, 1945) ist eine Gattung aus der Wels-Familie der Harnischwelse (Loricariidae) und der Unterfamilie Loricariinae. Es handelt sich um zwölf Arten, die im nördlichen und mittleren Südamerika von Kolumbien und Venezuela bis Peru, im nordöstlichen Brasilien (Stromgebiet von Rio Tapajós und Rio Xingu), und mit einer Art (Spatuloricaria fimbriata) auch in Mittelamerika im Rio Tuira in der panamaischen Provinz Darién verbreitet sind. 

## Merkmale
Spatuloricaria-Arten sind teilweise relativ große, schlanke Fische die Körperlängen von 8 bis 40 cm erreichen. Charakteristisch für die Gattung sind die nur sehr schwach entwickelten Knochenplatten auf der Körperunterseite. Der Kopf der Fische ist in der Draufsicht dreieckig oder abgerundet. Bei ausgewachsenen Männchen sind die Äußeren Ränder des Kopfes mit langen, dichten Borsten und die Hartstrahlen von Brust- und Bauchflossen mit Stacheln besetzt. Die Zähne der Fische sind lang und dünn, die der Männchen haben eine löffelförmige Zahnkrone, während die der Weibchen oben schmal sind. Der obere Flossenstrahl der Schwanzflosse ist zu einem langen Filament verlängert.

## Arten
Bis heute wurden 13 gültige Arten beschrieben: 
- Spatuloricaria atratoensis Schultz, 1944
- Spatuloricaria caquetae (Fowler, 1943)
- Spatuloricaria curvispina (Dahl, 1942)
- Spatuloricaria euacanthagenys Isbrücker, 1979
- Spatuloricaria evansii (Boulenger, 1892)
- Spatuloricaria fimbriata (Eigenmann & Vance, 1912)
- Spatuloricaria gymnogaster (Eigenmann & Vance, 1912)
- Spatuloricaria lagoichthys (Schultz, 1944)
- Spatuloricaria nudiventris (Valenciennes, 1840)
- Spatuloricaria phelpsi Schultz, 1944 (Typusart)
- Spatuloricaria puganensis (Pearson, 1937)
- Spatuloricaria terracanticum Londoño-Burbano et al., 2018
- Spatuloricaria tuira Fichberg et al., 2014